# Глухенький, Тихон Титович
Тихон Титович Глухенький (29 июня 1896 года, с. Жадово Семёновский район — 1 января 1990 года, Тернополь) — врач-дерматовенеролог, доктор медицинских наук (1963), профессор (1965). Участник Великой Отечественной войны.

## Биография
Тихон Титович Глухенький родился 29 июня 1896 года в с. Жадово Семёновского района Черниговской области Украины. В 1923 году окончил медицинский факультет Донского университета (ныне Ростовский государственный университет) и был оставлен в клинике кожных и венерических болезней Донского университета. В университете работал под руководством профессора П. В. Никольского ординатором, потом ассистентом.
Работал в Ростове-на-Дону старшим научным сотрудником Ростовского медицинского института, ординатором кожно-венерологического диспансера водников.
В 1941 году Тихон Титович был призван в армию, был членом военно-врачебной комиссии, потом — начальником госпиталя. С 1942 по 1944 года  заведующий кафедрой дерматовенерологии Северо-Осетинского медицинского института в г. Орджоникидзе, с 1944 по 1958 год был доцентом кафедры кожных и венерических болезней Львовского медицинского института, читал лекции врачам и студентам.
В 1958 году Т. Т. Глухенький был избран заведующим кафедры дерматовенерологии Тернопольского медицинского института (ныне Тернопольский государственный медицинский университет имени И. Я. Горбачевского). Работал на этой должности до 1973 года. В 1940 г. Т. Т. Глухенький защитил кандидатскую,  в 1962 году — докторскую диссертацию на тему "Роль нарушений кислотно-щелочного равновесия в патогенезе экземы". Доктор медицинских наук (1964), профессор Тернопольского медицинского института (1965).
Область научных интересов: вопросы нарушений обмена у больных экземой и псориазом и выяснение роли этих нарушений в патогенезе заболеваний, патогенез и лечение гонореи, сифилиса, чешуйчатого лишая.
Т. Т. Глухенький является автором 118 научных работ, посвящённых изучению и терапии кожных и венерических заболеваний.
Под его руководством подготовлено 6 кандидатов наук, был постоянным председателем Тернопольского областного научного общества дерматовенерологов, членом правления Украинского дерматологического общества. Сын Т. Т. Глухенького, Борис Тихонович Глухенький (1925-2015) —  профессор, почётный президент Украинской ассоциации врачей-дерматовенерологов.
Тихон Титович Глухенький скончался 1 января 1990 года.

## Труды
- О злокачественной форме пузырчатки // Вестник дерматологии. 1971. № 10;
- О патогенезе экземы // Вестник дерматологии. 1974. № 10;
- Нарушение некоторых обменных процессов у больных микробной экземой // Вест. дерматологии и венерологии. 1974. № 12;
- К вопросу о неврогенной этиологии псориаза // Вест. дерматологии и венерологии. 1976. № 5;
- Sur la question de l'influence des maladies infections sur le cur de la gonnorhйe. Ann Malad Vener 1937, № 5.